# Saison 2020-2021 des Pelicans de La Nouvelle-Orléans
La saison 2020-2021 des Pelicans de La Nouvelle-Orléans est la 18e saison de la franchise en National Basketball Association (NBA).
À l'issue de la saison précédente, les Pelicans se séparent de leur entraîneur, Alvin Gentry, après avoir mené l'équipe au cours des cinq dernières saisons. Le 22 octobre 2020, la franchise engage Stan Van Gundy au poste d'entraîneur principal. Au niveau de l'effectif, la franchise accueille Steven Adams ainsi qu'Eric Bledsoe et renouvelle le contrat de Brandon Ingram, récemment élu meilleure progression de l'année, sur 5 années. Ces mouvements marquent la fin de la collaboration avec Jrue Holiday, meneur de l'équipe depuis 2013.
Le début de saison de la franchise n'est pas à la hauteur des attentes, malgré une progression globale au cours de la suite de la saison. Zion Williamson réalise de belles performances, lui permettant d'être sélectionné pour le NBA All-Star Game 2021. Le 12 mai 2021, lors d'une défaite contre les Mavericks de Dallas, la franchise est officiellement hors-course pour une qualification en playoffs. C'est leur 3e saison consécutive sans participation aux playoffs.
Une fois la saison régulière terminée, Stan Van Gundy et la franchise décident de se séparer, laissant le poste d'entraîneur vacant.

## Draft
| Tour | Choix | Joueur         | Poste | Nationalité | Provenance                |
| ---- | ----- | -------------- | ----- | ----------- | ------------------------- |
| 1    | 13    | Kira Lewis Jr. | PG    | États-Unis  | Crimson Tide de l'Alabama |
| 2    | 39    | Elijah Hughes  | SF    | États-Unis  | Orange de Syracuse        |
| 2    | 42    | Nick Richards  | C     | États-Unis  | Wildcats du Kentucky      |
| 2    | 60    | Sam Merrill    | SG    | États-Unis  | Aggies d'Utah State       |

## Matchs

### Pré-saison
| Pré-saison Total: 2-0 (Domicile : 1-0; Extérieur : 1-0) |

| Match | Date match  | Équipe    | Score     | Meilleur marqueur    | Meilleur rebondeur   | Meilleur passeur | Lieux                   | Série |
| ----- | ----------- | --------- | --------- | -------------------- | -------------------- | ---------------- | ----------------------- | ----- |
| 1     | 14 décembre | @ Miami   | V 114-92  | Zion Williamson (26) | Zion Williamson (11) | Ball, Ingram (6) | American Airlines Arena | 1 - 0 |
| 2     | 18 décembre | Milwaukee | V 127-113 | Zion Williamson (31) | Zion Williamson (9)  | Lonzo Ball (8)   | Smoothie King Center    | 2 - 0 |

### Saison régulière
| Saison régulière Total: 31-41 (Domicile : 18-18; Extérieur : 13-23) |

| Match | Date match  | Équipe          | Score    | Meilleur marqueur    | Meilleur rebondeur      | Meilleur passeur    | Lieux                   | Série |
| ----- | ----------- | --------------- | -------- | -------------------- | ----------------------- | ------------------- | ----------------------- | ----- |
| 1     | 23 décembre | @ Toronto       | V 113-99 | Brandon Ingram (24)  | Zion Williamson (10)    | Brandon Ingram (11) | Amalie Arena            | 1 - 0 |
| 2     | 25 décembre | @ Miami         | D 98-111 | Zion Williamson (32) | Zion Williamson (14)    | Lonzo Ball (6)      | American Airlines Arena | 1 - 1 |
| 3     | 27 décembre | San Antonio     | V 98-95  | Brandon Ingram (28)  | Ingram, Williamson (11) | Brandon Ingram (6)  | Smoothie King Center    | 2 - 1 |
| 4     | 29 décembre | @ Phoenix       | D 86-111 | Zion Williamson (20) | Steven Adams (8)        | Brandon Ingram (6)  | PHX Arena               | 2 - 2 |
| 5     | 31 décembre | @ Oklahoma City | V 113-80 | Brandon Ingram (20)  | Josh Hart (11)          | Lonzo Ball (9)      | Chesapeake Energy Arena | 3 - 2 |

| Match                                                                                           | Date match | Équipe          | Score          | Meilleur marqueur             | Meilleur rebondeur   | Meilleur passeur        | Lieux                    | Série  |
| ----------------------------------------------------------------------------------------------- | ---------- | --------------- | -------------- | ----------------------------- | -------------------- | ----------------------- | ------------------------ | ------ |
| 6                                                                                               | 2 janvier  | Toronto         | V 120-116      | Brandon Ingram (31)           | Steven Adams (10)    | Eric Bledsoe (10)       | Smoothie King Center     | 4 - 2  |
| 7                                                                                               | 4 janvier  | Indiana         | D 116-118 (OT) | Brandon Ingram (31)           | Eric Bledsoe (11)    | Brandon Ingram (8)      | Smoothie King Center     | 4 - 3  |
| 8                                                                                               | 6 janvier  | Oklahoma City   | D 110-111      | Zion Williamson (29)          | Adams, Ingram (11)   | Steven Adams (10)       | Smoothie King Center     | 4 - 4  |
| 9                                                                                               | 8 janvier  | Charlotte       | D 110-118      | Zion Williamson (26)          | Trois joueurs (8)    | Brandon Ingram (8)      | Smoothie King Center     | 4 - 5  |
| -                                                                                               | 11 janvier | @ Dallas        | Reporté*       | Reporté*                      | Reporté*             | Reporté*                | American Airlines Center | -      |
| 10                                                                                              | 13 janvier | @ L.A. Clippers | D 106-111      | Nickeil Alexander-Walker (37) | Jaxson Hayes (10)    | Steven Adams (5)        | Staples Center           | 4 - 6  |
| 11                                                                                              | 15 janvier | @ L.A. Lakers   | D 95-112       | Zion Williamson (21)          | Zion Williamson (12) | Brandon Ingram (5)      | Staples Center           | 4 - 7  |
| 12                                                                                              | 17 janvier | @ Sacramento    | V 128-123      | Zion Williamson (31)          | Steven Adams (15)    | A-Walker, Lewis Jr. (5) | Golden 1 Center          | 5 - 7  |
| 13                                                                                              | 19 janvier | @ Utah          | D 102-118      | Zion Williamson (32)          | Steven Adams (9)     | Ball, Ingram (4)        | Vivint Smart Home Arena  | 5 - 8  |
| 14                                                                                              | 21 janvier | @ Utah          | D 118-129      | Zion Williamson (27)          | Steven Adams (16)    | Lonzo Ball (5)          | Vivint Smart Home Arena  | 5 - 9  |
| 15                                                                                              | 23 janvier | @ Minnesota     | D 110-120      | Brandon Ingram (30)           | Zion Williamson (11) | Lonzo Ball (7)          | Target Center            | 5 - 10 |
| -                                                                                               | 25 janvier | San Antonio     | Reporté*       | Reporté*                      | Reporté*             | Reporté*                | Smoothie King Center     | -      |
| 16                                                                                              | 27 janvier | Washington      | V 124-106      | Ingram, Williamson (32)       | Steven Adams (18)    | Brandon Ingram (8)      | Smoothie King Center     | 6 - 10 |
| 17                                                                                              | 29 janvier | Milwaukee       | V 131-126      | Brandon Ingram (28)           | Steven Adams (20)    | Lonzo Ball (8)          | Smoothie King Center     | 7 - 10 |
| 18                                                                                              | 30 janvier | Houston         | D 112-126      | Zion Williamson (26)          | Lonzo Ball (8)       | Eric Bledsoe (5)        | Smoothie King Center     | 7 - 11 |
| * Les matchs ont été reportés à la suite du protocole sanitaire de la ligue contre la covid-19. |            |                 |                |                               |                      |                         |                          |        |

| Match | Date match  | Équipe        | Score          | Meilleur marqueur       | Meilleur rebondeur     | Meilleur passeur       | Lieux                    | Série   |
| ----- | ----------- | ------------- | -------------- | ----------------------- | ---------------------- | ---------------------- | ------------------------ | ------- |
| 19    | 1er février | Sacramento    | D 109-118      | Brandon Ingram (20)     | Josh Hart (13)         | Lonzo Ball (5)         | Smoothie King Center     | 7 - 12  |
| 20    | 3 février   | Phoenix       | V 123-101      | Zion Williamson (28)    | Steven Adams (13)      | Ingram, Williamson (6) | Smoothie King Center     | 8 - 12  |
| 21    | 5 février   | @ Indiana     | V 114-113      | Brandon Ingram (30)     | Steven Adams (12)      | Brandon Ingram (7)     | Bankers Life Fieldhouse  | 9 - 12  |
| 22    | 6 février   | Memphis       | V 118-109      | Zion Williamson (29)    | Brandon Ingram (12)    | Lonzo Ball (7)         | Smoothie King Center     | 10 - 12 |
| 23    | 9 février   | Houston       | V 130-101      | Brandon Ingram (22)     | Josh Hart (17)         | Zion Williamson (7)    | Smoothie King Center     | 11 - 12 |
| 24    | 10 février  | @ Chicago     | D 116-129      | Zion Williamson (29)    | Adams, Hart (6)        | Lonzo Ball (7)         | United Center            | 11 - 13 |
| 25    | 12 février  | @ Dallas      | D 130-143      | Zion Williamson (36)    | Willy Hernangómez (9)  | Lonzo Ball (7)         | American Airlines Center | 11 - 14 |
| 26    | 14 février  | @ Détroit     | D 112-123      | Ingram, Williamson (26) | Steven Adams (12)      | Brandon Ingram (7)     | Little Caesars Arena     | 11 - 15 |
| 27    | 16 février  | @ Memphis     | V 144-113      | Zion Williamson (31)    | Josh Hart (9)          | Brandon Ingram (7)     | FedExForum               | 12 - 15 |
| 28    | 17 février  | Portland      | D 124-126      | Zion Williamson (36)    | Willy Hernangómez (17) | Brandon Ingram (6)     | Smoothie King Center     | 12 - 16 |
| 29    | 19 février  | Phoenix       | D 114-132      | Brandon Ingram (25)     | Willy Hernangómez (13) | Lonzo Ball (12)        | Smoothie King Center     | 12 - 17 |
| 30    | 21 février  | Boston        | V 120-115 (OT) | Brandon Ingram (33)     | Willy Hernangómez (13) | Ball, Williamson (4)   | Smoothie King Center     | 13 - 17 |
| 31    | 24 février  | Détroit       | V 128-118      | Zion Williamson (32)    | Steven Adams (15)      | Lonzo Ball (8)         | Smoothie King Center     | 14 - 17 |
| 32    | 25 février  | @ Milwaukee   | D 125-129      | Zion Williamson (34)    | Steven Adams (13)      | Lonzo Ball (8)         | Fiserv Forum             | 14 - 18 |
| 33    | 27 février  | @ San Antonio | D 114-117      | Brandon Ingram (29)     | Zion Williamson (14)   | Ingram, Williamson (5) | AT&T Center              | 14 - 19 |

| Match                  | Date match | Équipe        | Score     | Meilleur marqueur       | Meilleur rebondeur     | Meilleur passeur    | Lieux                | Série   |
| ---------------------- | ---------- | ------------- | --------- | ----------------------- | ---------------------- | ------------------- | -------------------- | ------- |
| 34                     | 1er mars   | Utah          | V 129-124 | Ingram, Williamson (26) | Steven Adams (11)      | Lonzo Ball (8)      | Smoothie King Center | 15 - 19 |
| 35                     | 3 mars     | Chicago       | D 124-128 | Zion Williamson (28)    | Zion Williamson (9)    | Eric Bledsoe (10)   | Smoothie King Center | 15 - 20 |
| 36                     | 4 mars     | Miami         | D 93-103  | Brandon Ingram (17)     | Hart, Hayes (8)        | Brandon Ingram (9)  | Smoothie King Center | 15 - 21 |
| NBA All-Star Game 2021 |            |               |           |                         |                        |                     |                      |         |
| 37                     | 11 mars    | Minnesota     | D 105-135 | Zion Williamson (24)    | Josh Hart (13)         | Lonzo Ball (7)      | Smoothie King Center | 15 - 22 |
| 38                     | 12 mars    | Cleveland     | V 116-82  | Brandon Ingram (28)     | Steven Adams (17)      | Lonzo Ball (6)      | Smoothie King Center | 16 - 22 |
| 39                     | 14 mars    | L.A. Clippers | V 135-115 | Zion Williamson (27)    | Adams, Ball (8)        | Eric Bledsoe (8)    | Smoothie King Center | 17 - 22 |
| 40                     | 16 mars    | @ Portland    | D 124-125 | Brandon Ingram (30)     | Josh Hart (9)          | Lonzo Ball (17)     | Moda Center          | 17 - 23 |
| 41                     | 18 mars    | @ Portland    | D 93-101  | Zion Williamson (26)    | Adams, Williamson (10) | Lonzo Ball (8)      | Moda Center          | 17 - 24 |
| 42                     | 21 mars    | @ Denver      | V 113-108 | Ingram, Williamson (30) | Steven Adams (13)      | Brandon Ingram (8)  | Ball Arena           | 18 - 24 |
| 43                     | 23 mars    | L.A. Lakers   | V 128-111 | Brandon Ingram (36)     | Josh Hart (15)         | Kira Lewis Jr. (6)  | Smoothie King Center | 19 - 24 |
| 44                     | 26 mars    | Denver        | D 108-113 | Zion Williamson (39)    | Zion Williamson (10)   | Eric Bledsoe (9)    | Smoothie King Center | 19 - 25 |
| 45                     | 27 mars    | Dallas        | V 112-103 | Zion Williamson (38)    | Josh Hart (10)         | Zion Williamson (6) | Smoothie King Center | 20 - 25 |
| 46                     | 29 mars    | @ Boston      | V 115-109 | Zion Williamson (28)    | Josh Hart (15)         | Brandon Ingram (9)  | TD Garden            | 21 - 25 |

| Match | Date match | Équipe          | Score          | Meilleur marqueur             | Meilleur rebondeur     | Meilleur passeur        | Lieux                      | Série   |
| ----- | ---------- | --------------- | -------------- | ----------------------------- | ---------------------- | ----------------------- | -------------------------- | ------- |
| 47    | 1er avril  | Orlando         | D 110-115 (OT) | Nickeil Alexander-Walker (31) | Josh Hart (17)         | Eric Bledsoe (6)        | Smoothie King Center       | 21 - 26 |
| 48    | 2 avril    | Atlanta         | D 103-126      | Kira Lewis Jr. (21)           | Willy Hernangómez (9)  | James Johnson (6)       | Smoothie King Center       | 21 - 27 |
| 49    | 4 avril    | @ Houston       | V 122-115      | Lonzo Ball (27)               | Willy Hernangómez (12) | Lonzo Ball (9)          | Toyota Center              | 22 - 27 |
| 50    | 6 avril    | @ Atlanta       | D 107-123      | Zion Williamson (34)          | Lonzo Ball (9)         | Lonzo Ball (11)         | State Farm Arena           | 22 - 28 |
| 51    | 7 avril    | @ Brooklyn      | D 111-139      | Eric Bledsoe (26)             | Willy Hernangómez (7)  | Johnson, Williamson (6) | Barclays Center            | 22 - 29 |
| 52    | 9 avril    | Philadelphie    | V 101-94       | Zion Williamson (37)          | Zion Williamson (15)   | Zion Williamson (8)     | Barclays Center            | 23 - 29 |
| 53    | 11 avril   | @ Cleveland     | V 116-109      | Zion Williamson (38)          | Zion Williamson (9)    | Brandon Ingram (8)      | Rocket Mortgage FieldHouse | 24 - 29 |
| 54    | 12 avril   | Sacramento      | V 117-110      | Brandon Ingram (34)           | Steven Adams (16)      | Brandon Ingram (7)      | Smoothie King Center       | 25 - 29 |
| 55    | 14 avril   | New York        | D 106-116      | Brandon Ingram (28)           | Steven Adams (10)      | Ingram, Williamson (7)  | Smoothie King Center       | 25 - 30 |
| 56    | 16 avril   | @ Washington    | D 115-117 (OT) | Brandon Ingram (34)           | Steven Adams (12)      | Naji Marshall (6)       | Capital One Arena          | 25 - 31 |
| 57    | 18 avril   | @ New York      | D 112-122 (OT) | Zion Williamson (34)          | Steven Adams (14)      | Zion Williamson (5)     | Madison Square Garden      | 25 - 32 |
| 58    | 20 avril   | Brooklyn        | D 129-134      | Zion Williamson (33)          | Zion Williamson (7)    | Naji Marshall (7)       | Smoothie King Center       | 25 - 33 |
| 59    | 22 avril   | @ Orlando       | V 135-100      | Brandon Ingram (29)           | Willy Hernangómez (12) | Lonzo Ball (12)         | Amway Center               | 26 - 33 |
| 60    | 24 avril   | San Antonio     | D 108-110      | Zion Williamson (33)          | Zion Williamson (14)   | Brandon Ingram (6)      | Smoothie King Center       | 26 - 34 |
| 61    | 26 avril   | L.A. Clippers   | V 120-103      | Zion Williamson (23)          | Willy Hernangómez (10) | Lonzo Ball (7)          | Smoothie King Center       | 27 - 34 |
| 62    | 28 avril   | @ Denver        | D 112-114      | Brandon Ingram (27)           | Lonzo Ball (12)        | Lonzo Ball (12)         | Ball Arena                 | 27 - 35 |
| 63    | 29 avril   | @ Oklahoma City | V 109-95       | Zion Williamson (27)          | Ball, Hernangómez (10) | Ball, Williamson (6)    | Chesapeake Energy Arena    | 28 - 35 |

| Match | Date match | Équipe         | Score          | Meilleur marqueur             | Meilleur rebondeur     | Meilleur passeur              | Lieux                    | Série   |
| ----- | ---------- | -------------- | -------------- | ----------------------------- | ---------------------- | ----------------------------- | ------------------------ | ------- |
| 64    | 1er mai    | @ Minnesota    | V 140-136 (OT) | Zion Williamson (37)          | Willy Hernangómez (12) | Ball, Williamson (8)          | Target Center            | 29 - 35 |
| 65    | 3 mai      | Golden State   | D 108-123      | Zion Williamson (32)          | Zion Williamson (8)    | Lonzo Ball (8)                | Smoothie King Center     | 29 - 36 |
| 66    | 4 mai      | Golden State   | V 108-103      | Lonzo Ball (33)               | Zion Williamson (12)   | Zion Williamson (7)           | Smoothie King Center     | 30 - 36 |
| 67    | 7 mai      | @ Philadelphie | D 107-109      | Jaxson Hayes (19)             | Willy Hernangómez (9)  | Hernangómez, Marshall (5)     | Wells Fargo Center       | 30 - 37 |
| 68    | 9 mai      | @ Charlotte    | V 112-110      | Eric Bledsoe (24)             | Willy Hernangómez (16) | Eric Bledsoe (11)             | Spectrum Center          | 31 - 37 |
| 69    | 10 mai     | @ Memphis      | D 110-115      | Nickeil Alexander-Walker (18) | Naji Marshall (11)     | Nickeil Alexander-Walker (6)  | FedExForum               | 31 - 38 |
| 70    | 12 mai     | @ Dallas       | D 107-125      | Bledsoe, Hayes (15)           | Willy Hernangómez (10) | Eric Bledsoe (4)              | American Airlines Center | 31 - 39 |
| 71    | 14 mai     | @ Golden State | D 122-125      | Nickeil Alexander-Walker (30) | Naji Marshall (13)     | Alexander-Walker, Bledsoe (4) | Chase Center             | 31 - 40 |
| 72    | 16 mai     | L.A. Lakers    | D 98-110       | Willy Hernangómez (19)        | Willy Hernangómez (13) | Naji Marshall (7)             | Smoothie King Center     | 31 - 41 |

### Confrontations en saison régulière
| Conférence Est      | Conférence Est                              | Conférence Est                              | Conférence Ouest                            | Conférence Ouest                            | Conférence Ouest                            | Conférence Ouest                            | Conférence Ouest                            |
| Division Atlantique | Division Atlantique                         | Division Atlantique                         | Division Nord-Ouest                         | Division Nord-Ouest                         | Division Nord-Ouest                         | Division Nord-Ouest                         | Division Nord-Ouest                         |
| Équipe              | Domicile                                    | Extérieur                                   | Équipe                                      | Domicile                                    | Domicile                                    | Extérieur                                   | Extérieur                                   |
| ------------------- | ------------------------------------------- | ------------------------------------------- | ------------------------------------------- | ------------------------------------------- | ------------------------------------------- | ------------------------------------------- | ------------------------------------------- |
| Boston              | 120-115 (OT)                                | 115-109                                     | Denver                                      | 108-113                                     |                                             | 113-108                                     | 112-114                                     |
| Brooklyn            | 129-134                                     | 111-139                                     | Minnesota                                   | 105-135                                     |                                             | 110-120                                     | 140-136 (OT)                                |
| New York            | 106-116                                     | 112-122 (OT)                                | Oklahoma City                               | 110-111                                     |                                             | 113-80                                      | 109-95                                      |
| Philadelphie        | 101-94                                      | 107-109                                     | Portland                                    | 124-126                                     |                                             | 124-125                                     | 93-101                                      |
| Toronto             | 120-116                                     | 113-99                                      | Utah                                        | 129-124                                     |                                             | 102-118                                     | 118-129                                     |
|                     | 3–2                                         | 2–3                                         |                                             | 1–4                                         | 1–4                                         | 4–6                                         | 4–6                                         |
| Division            | 5–5                                         | 5–5                                         | Division                                    | 5–10                                        | 5–10                                        | 5–10                                        | 5–10                                        |
| Division Centrale   | Division Centrale                           | Division Centrale                           | Division Pacifique                          | Division Pacifique                          | Division Pacifique                          | Division Pacifique                          | Division Pacifique                          |
| Équipe              | Domicile                                    | Extérieur                                   | Équipe                                      | Domicile                                    | Domicile                                    | Extérieur                                   | Extérieur                                   |
| Chicago             | 124-128                                     | 116-129                                     | Golden State                                | 108-123                                     | 108-103                                     | 122-125                                     |                                             |
| Cleveland           | 116-82                                      | 116-109                                     | L.A. Clippers                               | 135-115                                     | 120-103                                     | 106-111                                     |                                             |
| Detroit             | 128-118                                     | 112-123                                     | L.A. Lakers                                 | 128-111                                     | 98-110                                      | 95-112                                      |                                             |
| Indiana             | 116-118 (OT)                                | 114-113                                     | Phoenix                                     | 123-101                                     | 114-132                                     | 86-111                                      |                                             |
| Milwaukee           | 131-126                                     | 125-129                                     | Sacramento                                  | 109-118                                     | 117-110                                     | 128-123                                     |                                             |
|                     | 3–2                                         | 2–3                                         |                                             | 6–4                                         | 6–4                                         | 1–4                                         | 1–4                                         |
| Division            | 5–5                                         | 5–5                                         | Division                                    | 7–8                                         | 7–8                                         | 7–8                                         | 7–8                                         |
| Division Sud-Est    | Division Sud-Est                            | Division Sud-Est                            | Division Sud-Ouest                          | Division Sud-Ouest                          | Division Sud-Ouest                          | Division Sud-Ouest                          | Division Sud-Ouest                          |
| Équipe              | Domicile                                    | Extérieur                                   | Équipe                                      | Domicile                                    | Domicile                                    | Extérieur                                   | Extérieur                                   |
| Atlanta             | 103-126                                     | 107-123                                     | Dallas                                      | 112-103                                     |                                             | 130-143                                     | 107-125                                     |
| Charlotte           | 110-118                                     | 112-110                                     | Houston                                     | 112-126                                     | 130-101                                     | 122-115                                     |                                             |
| Miami               | 93-103                                      | 98-111                                      | Memphis                                     | 118-109                                     |                                             | 144-113                                     | 110-115                                     |
| Orlando             | 110-115 (OT)                                | 135-100                                     |                                             |                                             |                                             |                                             |                                             |
| Washington          | 124-106                                     | 115-117 (OT)                                | San Antonio                                 | 98-95                                       | 108-110                                     | 114-117                                     |                                             |
|                     | 1–4                                         | 2–3                                         |                                             | 4–2                                         | 4–2                                         | 2–4                                         | 2–4                                         |
| Division            | 3–7                                         | 3–7                                         | Division                                    | 6–6                                         | 6–6                                         | 6–6                                         | 6–6                                         |
| Conférence          | 13–17 (Domicile : 7–8; Extérieur : 6–9)     | 13–17 (Domicile : 7–8; Extérieur : 6–9)     | Conférence                                  | 18–24 (Domicile : 11–10; Extérieur : 7–14)  | 18–24 (Domicile : 11–10; Extérieur : 7–14)  | 18–24 (Domicile : 11–10; Extérieur : 7–14)  | 18–24 (Domicile : 11–10; Extérieur : 7–14)  |
| Total               | 31–41 (Domicile : 18–18; Extérieur : 13–23) | 31–41 (Domicile : 18–18; Extérieur : 13–23) | 31–41 (Domicile : 18–18; Extérieur : 13–23) | 31–41 (Domicile : 18–18; Extérieur : 13–23) | 31–41 (Domicile : 18–18; Extérieur : 13–23) | 31–41 (Domicile : 18–18; Extérieur : 13–23) | 31–41 (Domicile : 18–18; Extérieur : 13–23) |

## Classements
| Conférence Ouest | Conférence Ouest                    | Conférence Ouest | Conférence Ouest | Conférence Ouest | Conférence Ouest | Conférence Ouest | Conférence Ouest |
| No               | Franchise                           | Vic.             | Def.             | MJ               | V/D              | GB               |                  |
| ---------------- | ----------------------------------- | ---------------- | ---------------- | ---------------- | ---------------- | ---------------- | ---------------- |
| 1                | z - Jazz de l'Utah*                 | 52               | 20               | 72               | .722             | –                |                  |
| 2                | y - Suns de Phoenix*                | 51               | 21               | 72               | .708             | 1                |                  |
| 3                | x - Nuggets de Denver               | 47               | 25               | 72               | .653             | 5                |                  |
| 4                | x - Clippers de Los Angeles         | 47               | 25               | 72               | .653             | 5                |                  |
| 5                | y - Mavericks de Dallas*            | 42               | 30               | 72               | .583             | 10               |                  |
| 6                | x - Trail Blazers de Portland       | 42               | 30               | 72               | .583             | 10               |                  |
|                  |                                     |                  |                  |                  |                  |                  |                  |
| 7                | x - Lakers de Los Angeles           | 42               | 30               | 72               | .583             | 10               |                  |
| 8                | x - Grizzlies de Memphis            | 38               | 34               | 72               | .528             | 14               |                  |
| 9                | o - Warriors de Golden State        | 39               | 33               | 72               | .542             | 13               |                  |
| 10               | o - Spurs de San Antonio            | 33               | 39               | 72               | .458             | 19               |                  |
|                  |                                     |                  |                  |                  |                  |                  |                  |
| 11               | o - Pelicans de La Nouvelle-Orléans | 31               | 41               | 72               | .431             | 21               |                  |
| 12               | o - Kings de Sacramento             | 31               | 41               | 72               | .431             | 21               |                  |
| 13               | o - Timberwolves du Minnesota       | 23               | 49               | 72               | .319             | 29               |                  |
| 14               | o - Thunder d'Oklahoma City         | 22               | 50               | 72               | .306             | 30               |                  |
| 15               | o - Rockets de Houston              | 17               | 55               | 72               | .236             | 35               |                  |

| Division Sud-Ouest           | V  | D  | MJ | V/D  | GB | Dom   | Ext   | Div |
| ---------------------------- | -- | -- | -- | ---- | -- | ----- | ----- | --- |
| y - Mavericks de Dallas      | 42 | 30 | 72 | .583 | –  | 21–15 | 21–15 | 7–5 |
| x - Grizzlies de Memphis     | 38 | 34 | 72 | .528 | 4  | 18–18 | 20–16 | 6–6 |
| o - Spurs de San Antonio     | 33 | 39 | 72 | .458 | 9  | 14–22 | 19–17 | 6–6 |
| o - Pelicans de Nlle-Orléans | 31 | 41 | 72 | .431 | 11 | 18–18 | 13–23 | 6–6 |
| o - Rockets de Houston       | 17 | 55 | 72 | .236 | 25 | 9–27  | 8–28  | 5–7 |

## Effectif

### Effectif actuel
| Pelicans de La Nouvelle-Orléans Effectif en fin de saison régulière |    |                                |                          |                  |
| Entraîneur : Stan Van Gundy                                         |    |                                |                          |                  |
| Pivot                                                               | 12 | Drapeau de la Nouvelle-Zélande | Steven Adams             | Pittsburgh       |
| Arrière                                                             | 6  | Drapeau des États-Unis         | Nickeil Alexander-Walker | Virginia Tech    |
| Meneur                                                              | 2  | Drapeau des États-Unis         | Lonzo Ball               | UCLA             |
| Meneur                                                              | 5  | Drapeau des États-Unis         | Eric Bledsoe             | Kentucky         |
| Ailier fort                                                         | 32 | /                              | Wenyen Gabriel           | Kentucky         |
| Arrière / Ailier                                                    | 3  | Drapeau des États-Unis         | Josh Hart                | Villanova        |
| Pivot                                                               | 10 | Drapeau des États-Unis         | Jaxson Hayes             | Texas            |
| Pivot                                                               | 9  | Drapeau de l'Espagne           | Willy Hernangómez        | CDB Séville      |
| Ailier                                                              | 14 | Drapeau des États-Unis         | Brandon Ingram           | Duke             |
| Ailier                                                              | 4  | Drapeau des États-Unis         | Wesley Iwundu            | Kansas State     |
| Ailier fort                                                         | 16 | Drapeau des États-Unis         | James Johnson            | Wake Forest      |
| Meneur                                                              | 13 | Drapeau des États-Unis         | Kira Lewis Jr. (R)       | Alabama          |
| Arrière / Ailier                                                    | 0  | Drapeau du Brésil              | Didi Louzada (R)         | Franca São Paulo |
| Ailier                                                              | 8  | Drapeau des États-Unis         | Naji Marshall (R)        | Xavier           |
| Ailier                                                              | 21 | Drapeau des États-Unis         | James Nunnally (TW)      | UC Santa Barbara |
| Ailier fort                                                         | 1  | Drapeau des États-Unis         | Zion Williamson          | Duke             |
| (C) - Capitaine, (R) - Rookie, (TW) - Two-way contract, Blessé      |    |                                |                          |                  |

## Récompenses durant la saison
| Date                      | Joueur                   | Récompense                                     |
| ------------------------- | ------------------------ | ---------------------------------------------- |
| 22 décembre - 27 décembre | Brandon Ingram           | Joueur de la semaine dans la Conférence Ouest. |
| 23 février                | Zion Williamson          | ☆ All-Star 2021 ☆                              |
| 2 mars                    | Zion Williamson          | ☆ Rising Stars Challenge - Team USA ☆          |
| 2 mars                    | Nickeil Alexander-Walker | ☆ Rising Stars Challenge - Team World ☆        |

## Transactions

### Changement d’entraîneur
| Date    | Ancien entraîneur | Raison départ | Date de signature | Nouvel entraîneur | Provenance                                           |
| ------- | ----------------- | ------------- | ----------------- | ----------------- | ---------------------------------------------------- |
| 15 août | Alvin Gentry      | Licencié      | 21 octobre        | Stan Van Gundy    | Pistons de Détroit (Entraîneur principal, 2014-2018) |

### Joueurs qui re-signent
| Date       | Joueur              | Contrat                                                |
| ---------- | ------------------- | ------------------------------------------------------ |
| 28/11/2020 | Brandon Ingram      | Contrat de 158 253 000 $ sur 5 ans.                    |
| 30/11/2020 | Sindarius Thornwell | Contrat partiellement garanti de 1 678 854 $ sur 1 an. |

### Options dans les contrats
| Date       | Joueur                   | Option                                                                                               |
| ---------- | ------------------------ | --- |
| 19/11/2020 | Frank Jackson            | La Nouvelle-Orléans refuse de prolonger la "Qualifying Offer". Frank Jackson devient agent libre.    |
| 19/11/2020 | Kenrich Williams         | La Nouvelle-Orléans refuse de prolonger la "Qualifying Offer". Kenrich Williams devient agent libre. |
| 18/12/2020 | Nickeil Alexander-Walker | La Nouvelle-Orléans active son option d'équipe de 3 261 480 $ pour la saison 2021-2022.              |
| 18/12/2020 | Jaxson Hayes             | La Nouvelle-Orléans active son option d'équipe de 5 348 280 $ pour la saison 2021-2022.              |
| 18/12/2020 | Zion Williamson          | La Nouvelle-Orléans active son option d'équipe de 10 733 400 $ pour la saison 2021-2022.             |

### Extension de contrat
| Date       | Joueur       | Extension                                                                       |
| ---------- | ------------ | ------------------------------------------------------------------------------- |
| 24/11/2020 | Steven Adams | Extension de contrat de 35 000 000 $ sur 2 ans à partir de la saison 2021-2022. |

### Échanges
| Novembre    | Novembre | Novembre | Novembre |
| ----------- | --- | --- | -------- |
| 18 novembre | Vers les Pelicans de La Nouvelle-Orléans - Second tour de draft 2022 - Compensation financière | Vers le Jazz de l'Utah - Droits sur Elijah Hughes (#39) | [ 13 ]   |
| 19 novembre | Vers les Pelicans de La Nouvelle-Orléans - Second tour de draft 2024 | Vers les Hornets de Charlotte - Droits sur Nick Richards (#42) | [ 14 ]   |
| 24 novembre | Échange à quatre équipes | Échange à quatre équipes | [ 15 ]   |
| 24 novembre | Vers les Pelicans de La Nouvelle-Orléans - Steven Adams (Du Thunder) - Eric Bledsoe (Des Bucks) - Droits d'échanger le premier tour de draft 2024 (Des Bucks) - Premier tour de draft 2025 (Des Bucks) - Droits d'échanger le premier tour de draft 2026 (Des Bucks) - Premier tour de draft 2027 (Des Bucks) | Vers les Bucks de Milwaukee - Jrue Holiday (Des Pelicans) - Droits sur Sam Merrill (#60) (Des Pelicans) | [ 15 ]   |
| 24 novembre | Vers les Nuggets de Denver - Droits sur R. J. Hampton (#24) (Des Bucks) | Vers le Thunder d'Oklahoma City - George Hill (Des Bucks) - Zylan Cheatham (Sign and trade) (Des Pelicans) - Josh Gray (Sign and trade) (Des Pelicans) - Darius Miller (Des Pelicans) - Kenrich Williams (Sign and trade) (Des Pelicans) - Premier tour de draft 2023 protégé (Des Nuggets) - Second tour de draft 2023 des Wizards (Des Pelicans) - Second tour de draft 2024 des Hornets (Des Pelicans) - Trade Exception de 27 528 090 $ | [ 15 ]   |
| Mars        | | |          |
| 25 mars     | Vers les Pelicans de La Nouvelle-Orléans - Wes Iwundu - James Johnson - Second tour de draft 2021 | Vers les Mavericks de Dallas - J. J. Redick - Nicolò Melli | [ 16 ]   |

### Arrivées

#### Draft
| Date       | Joueur               | Provenance                       |
| ---------- | -------------------- | -------------------------------- |
| 30/11/2020 | Kira Lewis Jr. (#13) | Crimson Tide de l'Alabama (NCAA) |

#### Agents libres
|  | Joueur ayant signé un contrat non-garanti, pour intégrer les camps d'entraînement de l'équipe. |

| Date       | Joueur                | Provenance                                         | Contrat                                                |
| ---------- | --------------------- | -------------------------------------------------- | ------------------------------------------------------ |
| 24/11/2020 | Willy Hernangómez     | Hornets de Charlotte                               | Contrat partiellement garanti de 1 737 145 $ sur 1 an. |
| 30/11/2020 | Wenyen Gabriel        | Trail Blazers de Portland                          | Contrat de 1 620 564 $ sur 1 an.                       |
| 01/12/2020 | Ike Anigbogu          | Pacers de l'Indiana                                | Contrat non-garanti de 1 620 564 $ sur 1 an.           |
| 01/12/2020 | Tony Carr             | Parma Basket                                       | Contrat non-garanti de 898 310 $ sur 1 an.             |
| 01/12/2020 | Jarrod Uthoff         | Wizards de Washington                              | Contrat non-garanti de 1 620 564 $ sur 1 an.           |
| 04/12/2020 | Rawle Alkins          | FC Porto                                           | Contrat non-garanti de 898 310 $ sur 1 an.             |
| 19/12/2020 | Justin Wright-Foreman | Stars de Salt Lake City (NBA G-League)             | Contrat non-garanti de 1 445 697 $ sur 1 an.           |
| 27/04/2021 | Marcos Louzada Silva  | Sydney Kings                                       | Contrat de 123 056 $ sur 1 an.                         |
| 07/05/2021 | Naji Marshall         | Pelicans de La Nouvelle-Orléans (Two-way contract) | Contrat de 3 420 602 $ sur 3 ans.                      |

#### Contrats de 10 jours
| Date       | Joueur              | Provenance                      |
| ---------- | ------------------- | ------------------------------- |
| 24/02/2021 | Sindarius Thornwell | Pelicans de La Nouvelle-Orléans |
| 10/03/2021 | Sindarius Thornwell | Second contrat de 10 jours.     |
| 03/04/2021 | Isaiah Thomas       | Clippers de Los Angeles         |

#### Two-way contracts
| Date       | Joueur         | Provenance                  |
| ---------- | -------------- | --------------------------- |
| 30/12/2020 | Will Magnay    | Brisbane Bullets            |
| 07/12/2020 | Naji Marshall  | Musketeers de Xavier (NCAA) |
| 12/04/2021 | James Nunnally | Fenerbahçe                  |

### Départs

#### Agents libres
| Date       | Joueur                    | Nouvelle équipe ¹              |
| ---------- | ------------------------- | ------------------------------ |
| 24/11/2020 | Derrick Favors            | Jazz de l'Utah                 |
| 28/11/2020 | E'Twaun Moore             | Suns de Phoenix                |
| 01/12/2020 | Jahlil Okafor             | Pistons de Détroit             |
| 04/12/2020 | Frank Jackson (Restreint) | Thunder d'Oklahoma City        |
| 12/01/2021 | Tony Carr                 | BayHawks d'Érié (NBA G-League) |
| 12/01/2021 | Jarrod Uthoff             | BayHawks d'Érié (NBA G-League) |

#### Joueurs coupés
|  | Joueurs non conservés après les camps d'entraînements de l'équipe. |

| Date       | Joueur                |
| ---------- | --------------------- |
| 19/12/2020 | Rawle Alkins          |
| 19/12/2020 | Ike Anigbogu          |
| 19/12/2020 | Tony Carr             |
| 19/12/2020 | Jarrod Uthoff         |
| 19/12/2020 | Justin Wright-Foreman |
| 22/02/2021 | Sindarius Thornwell   |
| 12/04/2021 | Will Magnay           |